# Long Hòa (phường)
Long Hòa là một phường thuộc quận Bình Thủy, thành phố Cần Thơ, Việt Nam.
Phường Long Hòa có diện tích 13,95 km², dân số năm 2018 là 14.385 người, mật độ dân số đạt 1.031 người/km².